# Mutzer Feld
Mutzer Feld oder auch Mutzerfeld ist ein Ortsteil im Stadtteil Hebborn von Bergisch Gladbach.

## Geschichte
Der Siedlungsname Mutzer Feld geht auf die alte Gewannenbezeichnung Mutzenfelde zurück, die bereits im Zusammenhang mit der Vermessung des Hebborner Hofes am 23. April 1598 urkundlich nachgewiesen wurde. Das Urkataster verwendet bereits die heutige Schreibweise. Das gesamte Gelände Mutzer Feld gehört zu den ältesten besiedelten Gebieten der Region. Hier hat man mehrere Pfeilspitzen, Feuersteinklingen und sonstige Geräte aus der mittleren Steinzeit gefunden, die auf eine Siedlungstätigkeit in der Periode 8000–4000 v. Chr. hinweisen. Für das Neolithikum (von 3000 bis 1800 v. Chr.) liegt eine noch höhere Dichte an Funden vor. Daraus kann man auf eine umfangreiche Besiedlung in der Zeit 4000–2000 v. Chr. schließen.
Der Ort ist ab der Preußischen Neuaufnahme von 1892 auf Messtischblättern regelmäßig als Mutzerfeld verzeichnet. Er war Teil der politischen und katholischen Gemeinde Paffrath.
| Jahr | Einwohner | Wohn- gebäude | Kategorie  |
| ---- | --------- | ------------- | ---------- |
| 1871 | 17        | 1             | Einzelhaus |
| 1885 | 13        | 1             | Wohnplatz  |
| 1895 | 9         | 1             | Wohnplatz  |
| 1905 | 5         | 1             | Wohnplatz  |

## Etymologie
Wegen der etymologischen Bedeutung des Bestimmungswortes Mutz  siehe Artikel Mutz (Bergisch Gladbach).